# 尚帕涅圣伊莱尔
尚帕涅圣伊莱尔（法語：Champagné-Saint-Hilaire，法語發音：[ʃɑ̃paɲe sɛ̃.t‿ilɛʁ]），又称香槟圣伊莱尔，是法国新阿基坦大区维埃纳省的一个市镇，位于该省南部偏西，属于蒙莫里永区。

## 地理
尚帕涅圣伊莱尔（46°19'10"N, 0°19'27"E）面积46.36 平方千米，位于法国新阿基坦大区维埃纳省，该省份为法国中西部省份，北起曼恩-卢瓦尔省和安德尔-卢瓦尔省，西接德塞夫勒省，南至夏朗德省，东南接上维埃纳省，东临安德尔省。
与尚帕涅圣伊莱尔接壤的市镇（或旧市镇、城区）包括：昂谢、拉费里耶尔-艾鲁、马涅、马尔奈、罗马涅、索米耶尔迪克兰、普瓦图地区瓦朗斯。

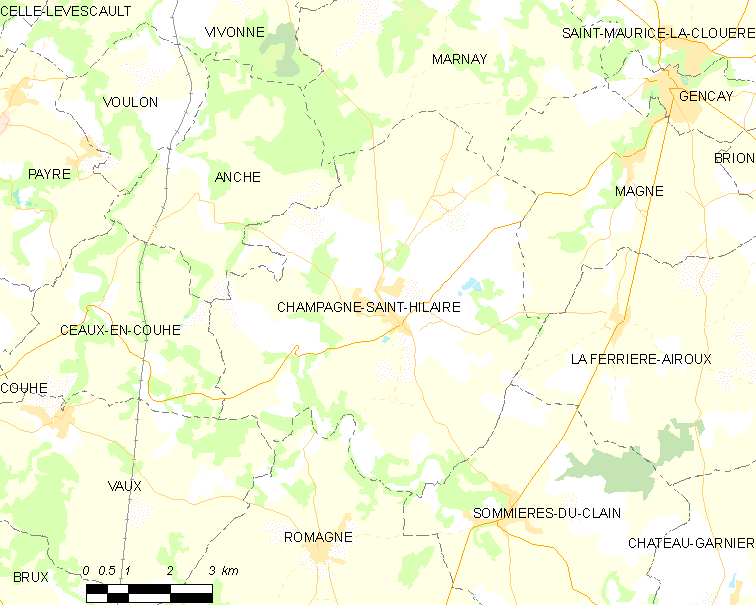
尚帕涅圣伊莱尔的OSM定位图

尚帕涅圣伊莱尔的时区为UTC+01:00、UTC+02:00（夏令时）。

## 行政
尚帕涅圣伊莱尔的邮政编码为86160，INSEE市镇编码为86052。

## 政治
尚帕涅圣伊莱尔所属的省级选区为锡夫赖县。

## 人口

1962-2008年间尚帕涅圣伊莱尔人口变化图示

尚帕涅圣伊莱尔于2022年1月1日时的人口数量为994人。